# Baloň
Baloň (maďarsky Balony) je obec na Slovensku v okrese Dunajská Streda. V roce 2004 měla 777 obyvatel. První písemná zmínka o obci pochází z roku 1252.